# Distretto di al-Jabal al-Akhdar
Il distretto del Gebel el-Achdar (italianizzazione che, in arabo شعبية الجبل الأخضر‎? sha'abiyya al-Jabal al-Akhḍar, significa distretto della montagna verde) è uno dei 22 distretti della Libia. Si trova nella regione storica della Cirenaica, sulle coste del mar Mediterraneo. Il capoluogo è Beida.

## Geografia fisica
Nel territorio del distretto, presso la città di Shahhat, si trovano i resti dell'antica colonia greca di Cirene, che ha dato il nome alla regione, e della città di Apollonia che ne era il porto sul mediterraneo.
Il distretto di Gebel el-Achdar confina con:
- distretto di Derna a est
- distretto di al-Wahat a sud
- Distretto di al-Marj a ovest